# Anandana
Anandana est l'un des quatre arrondissements de la commune de Copargo dans le département de la Donga au Bénin.

## Géographie
Anandana est situé au centre-ouest du Bénin et compte 7 villages que sont Anandana, Foungou, Koubenebene, Koukoulbendi, Koutchanti, Pargoute et Setrah.

## Démographie
Selon le recensement de la population de 2013 conduit par l'Institut national de la statistique et de l'analyse économique (INSAE), Anandana compte 10 784 habitants  .